# Pacto Gladstone-MacDonald

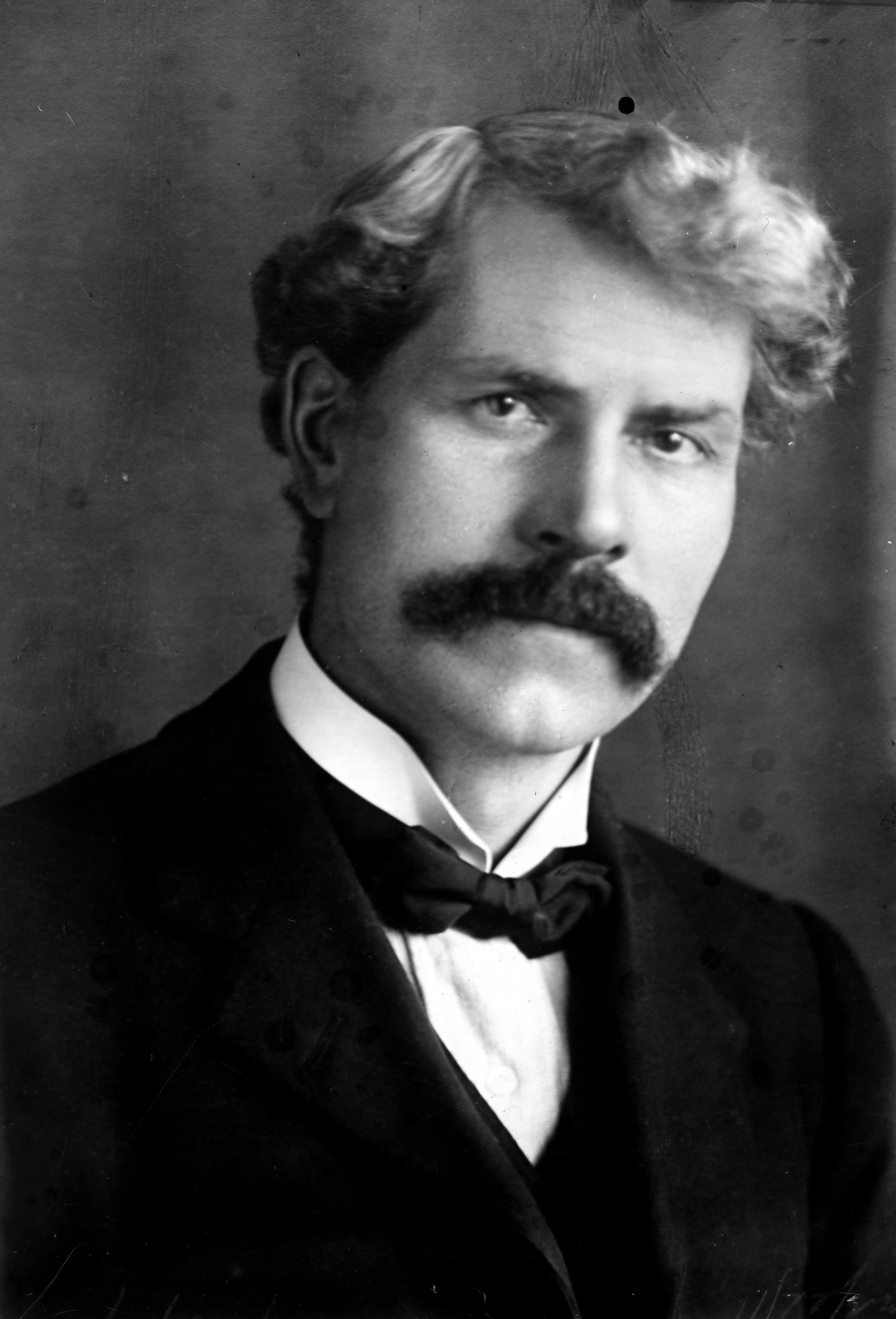
Fotografía de Ramsay MacDonald, probablemente de la década de 1900

El Pacto Gladstone-MacDonald de 1903 fue un acuerdo secreto electoral informal negociado por Herbert John Gladstone, líder parlamentario del Partido Liberal, y Ramsay MacDonald, secretario del Comité de Representación Laborista (LRC). El Partido Liberal acordó retirar a sus candidatos al Parlamento del Reino Unido en algunas circunscripciones donde el LRC también se presentaba con el objetivo de asegurar que el voto anti-conservador no se dividía.
Hubo una tensión creciente entre el Partido Liberal y el LRC desde la formación de éste en 1900. Por ejemplo, en la elección parcial de 1902 en Clitheroe, los tejedores de algodón locales rechazaron retirar a su candidato, David Shackleton, que no era un candidato aprobado por la alianza liberal-laborista. Gladstone, ante esta situación, retiró al candidato liberal y Shackleton fue elegido sin oposición. Esta fue una de las principales razones detrás de la suscripción del pacto.
En las elecciones generales de 1906, 31 de los 50 candidatos del LRC compitieron en zonas donde los liberales acordaron no presentar candidatura. 24 de los 29 diputados laboristas electos lo fueron por escaños donde los liberales no se presentaron.
Como argumenta Eric J. Evans:
«El pacto MacDonald-Gladstone demostró ser un punto de inflexión. Otorgó al LRC una cabeza de puente en el Parlamento, con veintinueve candidatos electos en 1906. A finales de 1910, el Partido Laborista (como era conocido desde 1906) tenía cuarenta y dos diputados… Visto en retrospectiva, el pacto MacDonald-Gladstone parece haber sido un desastre táctico para los liberales… Una investigación más profunda demuestra que la decisión de Gladstone es defendible y parece incluso haber sido la mejor opción».